# U-533
U-533 — большая океанская немецкая подводная лодка типа IXC/40, времён Второй мировой войны. Заводской номер 955.

## История
Заказ на постройку лодки был отдан судостроительной компании «Дойче Верфт АГ» в Гамбурге 14 февраля 1940 года. Лодка была заложена 17 февраля 1942 года под строительным номером 351, спущена на воду 11 сентября 1942 года, 25 ноября 1942 года под командованием обер-лейтенанта Гельмута Хеннига вошла в состав учебной 4-й флотилии. 1 мая 1943 года вошла в состав 10-й флотилии. Лодка совершила 2 боевых похода, успехов не достигла. 16 октября 1943 года потоплена в Оманском заливе в районе с координатами 25°28′ с. ш. 56°50′ в. д. глубинными бомбами с британского самолёта Bristol Bisley. 52 члена экипажа погибли, один выжил.
В конце 2009 года пришло сообщение о том, что лодка, покоящаяся на глубине сто восемь метров в 46 километрах от побережья эмирата Фуджейра, была найдена, идентифицирована и заснята на видео группой дубайских дайверов.